# Jasmin Jüttner
Pour les articles homonymes, voir Jüttner.
Jasmin Jüttner, née Bleul est une karatéka allemande née le 22 mai 1993 à Aschaffenbourg. Elle a remporté la médaille de bronze en kata individuel féminin aux championnats du monde de karaté 2014 à Brême puis aux championnats d'Europe de karaté 2015 à Istanbul, la médaille  d'argent aux championnats d'Europe de karaté 2016 à Montpellier et la médaille de bronze aux championnats d'Europe de karaté 2022 à Gaziantep.